# Plemstvo dvanaest plemena Kraljevine Hrvatske
Plemstvo dvanaest plemena Kraljevine Hrvatske (lat. Nobiles duodecim generationum regni Croatiae) je srednjovjekovna plemićka institucija čije se postojanje može pratiti od 14. stoljeća. Tradicionalno se prvi spomen nalazi u Pacti conventi koju sam tekst datira u 1102. godinu, iako je sačuvana samo u prijepisima od kojih je najstariji onaj u trogirskom rukopisu "Salonitanske povijesti" (Historia Salonitana Maior) Tome Arhiđakona iz 1387. godine. Prvi pouzdani spomen datira iz 1350. godine u ispravi za Vireviće koju je potvrdio Hrvatski sabor (congregatio) sazvan u Podgrađu u Lučkoj županiji.

## Povijest
Institucija "plemstvo dvanaestero plemena kraljevine Hrvatske" može se pratiti u izvorima od 1350. godine u ispravi za Vireviće i 1360. godine, kada se pojavljuje u ispravi o parnici između cetinskih plemića i kneza Ivana Nelipčića. Prema povjesničaru Šufflayju, izvorna zadaća te staleške institucije bila je obrana prava nižeg plemstva od nasrtaja moćnih feudalnih obitelji koji su iznikli iz tih širih rodova i počeli ih podvrgavati svojoj vlasti. Međutim, kada je Ludovik I. Anžuvinac (1342. – 1382.) slomio moć dinastičkih obitelji u Hrvatskoj i obnovio kraljevsku vlast, pripadnici saveza nižeg plemstva ustali su u obranu hrvatskih prava (consuetudinis Croatorum) o čemu svjedoči spis Pacta Conventa ili Qualiter koji je nastao u tom periodu.

## Dvanaestero plemena
1. Kačići
2. Gusići
3. Čudomirići
4. Šubići
5. Kukari
6. Lapčani i Karinjani
7. Mogorovići
8. Snačići
9. Lačničići (Lasničići)
10. Poletčići
11. Jamometići (Jamometi)
12. Tugomirići (Tugomerići)

## Zanimljivosti
- I Židovi su u povijesti imali dvanaest plemena koja su se razvila od dvanaest Jakovljevih sinova.